# ارین کامینگز
ارین کامینگز (انگلیسی: Erin Cummings؛ زادهٔ ۱۹ ژوئیهٔ ۱۹۷۷) یک هنرپیشه اهل ایالات متحده آمریکا است. وی از سال ۲۰۰۳ میلادی تاکنون مشغول فعالیت بوده‌است.
از فیلم‌ها یا مجموعه‌های تلویزیونی که وی در آن‌ها نقش داشته است می‌توان به آیسمن و اسپارتاکوس: خون و شن اشاره نمود.